# بوروفو
بوروفوي (Borovo، Борово) وسميت سابقا بوروفو سيلو، هي قرية وبلدية في مقاطعة فوكوفار سيمريا في شرق كرواتيا. وتقع على نهر الدانوب على الحدود مع صربيا.

## أعلام
- راتومير دويكوفيتش